# 바흐텔산
바흐텔산(독일어: Bachtel)은 스위스 취리히주의 힌빌과 발트 사이에 위치한 취리히고원의 산이다. 슈네벨호른(주에서 가장 높은 지점)과 취리히 호수 사이의 대략 중간 지점에 있다.
정상에는 60미터 높이의 라디오 타워인 바흐텔 타워가 있다.
바흐텔 산맥(알라만 또는 알멘, 바흐텔-알멘-케테)은 퇴스 분지와 글라트 분지를 나눈다. 바흐텔 본연의 북쪽으로 확장하여 바우마, 아우엔베르크(1,050m), 알멘 (1,079m) 및 슈튀셀(1,051m)을 포함한다.